# Karim Leklou
Karim Leklou (Sèvres, Alts del Sena. 20 de juny de 1982) és un actor francès. El 2025 va guanyar el César al millor actor per Le Roman de Jim.

## Biografia
És fill de pare d'Algèria, un treballador de magatzem en una fàbrica de màquines-eina, i d'una mare bretona, recepcionista; va créixer al departament de les Yvelines a Saint-Cyr-l'École.
Entusiasta del cinema de petit, va tenir el seu primer shock quan va veure, als deu anys, Do the Right Thing de Spike Lee. Més tard, mentre feia feines ocasionals, va aconseguir el seu primer paper a la pantalla a Un profeta (2009), de Jacques Audiard.
El 2011 va aparèixer Les Géants de Bouli Lanners i La Source des femmes de Radu Mihaileanu, dues pel·lícules presentades al 64è Festival Internacional de Cinema de Canes. Aquestes actuacions li van permetre fer-se notar en la professió i després assumir papers, amb una predilecció pel cinema d'autor.
El 2012, el migmetratge Marseille la nuit de Marie Monge, en el qual va interpretar el paper principal, li va valer els premis d'interpretació al festivals d'Angers i  Pantin.
Posteriorment va actuar a Les Anarchistes d'Élie Wajeman, presentada a la Setmana de la Crítica al 68è Festival Internacional de Cinema de Canes, i a Sous X de Jean-Michel Correia. També el 2015, va assumir el paper principal a Coup de chaud de Raphaël Jacoulot. La seva actuació li va valdre una nominació al César al millor actor revelació i al premi al millor actor al Festival de Cinema de Torí.
L'any 2016, va presentar Voir du pays, de Les germanes Coulin, al 69è Festival Internacional de Cinema de Canes a la secció Un certain regard, i Réparer les vivants de Katell Quillévéré a la Mostra de Venècia a la secció Orizzonti.
El 2018 es va donar a conèixer a un públic més ampli gràcies a dos projectes. En primer lloc, li van donar el paper principal a la pel·lícula Le monde est à toi, segon llargmetratge de Romain Gavras. Le Figaro lloa la seva actuació en aquest llargmetratge i el presenta com un jove talent que compta. Al novembre, va interpretar un dels quatre protagonistes de la nova sèrie de televisió Hipòcrate de Thomas Lilti, centrada en el viatge dels joves interns mèdics parisencs. Els socis són Louise Bourgoin, Alice Belaïdi i Zacharie Chasseriaud. Va ser nomenat millor actor d'una sèrie per l'Associació de Crítics de Sèries, el 2019, pel seu paper en aquesta producció de Canal+.
Aquest mateix any, va presentar dues pel·lícules a la Quinzena de Cineastes, entre elles Le monde est à toi de Romain Gavras, per la qual va rebre, uns mesos més tard, una nominació al César al millor actor revelació i al Swann d'Or a l'actor revelació Festival de Cinema de Cabourg.
El 2021 va presentar dues pel·lícules al 74è Festival Internacional de Cinema de Canes, BAC Nord de Cédric Jimenez i Un monde de Laura Wandel ; aquesta última va guanyar el premi internacional de la crítica a la secció Un Certain Regard. Per BAC Nord, va rebre una nominació al César al millor actor secundari.
Al 75è Festival Internacional de Cinema de Canes, presenta Goutte d'or de Clément Cogitore en una projecció especial a la Setmana de la Crítica. Per aquesta pel·lícula va rebre el premi al millor actor al Festival Internacional de Cinema de Hainan. Aquell mateix any, va presentar al Festival de Venècia, a la secció Orizzonti, Pour la France de Rachid Hami, pel qual va guanyar, uns mesos després, el premi al millor actor al Festival de Sarlat.
Durant le 76è Festival Internacional de Cinema de Canes, presenta en una sessió especial a la Setmana de la Crítica la pel·lícula de gènere Vincent doit mourir de Stéphan Castang. Per aquesta pel·lícula va guanyar el premi al millor actor al LVI Festival Internacional de Cinema Fantàstic de Catalunya.
Al 77è Festival Internacional de Cinema de Canes presenta dues pel·lícules L'Amour ouf de Gilles Lellouche en competició oficial i sobretot l'aclamada Le Roman de Jim d'Arnaud i Jean-Marie Larrieu, en la qual té el paper principal, a la secció de Cannes Première i pel qual va rebre el César al millor actor.

## Filmografia

### Cinema

#### Llargmetratges
- 2009: Un profeta de Jacques Audiard: musulmà al passadís
- 2009 : Commis d'office de Hannelore Cayre : Otmane, un prévenu
- 2010 : Le Nom des gens de Michel Leclerc: un amic durant el debat televisiu
- 2010 : Sans queue ni tête de Jeanne Labrune : Bruno
- 2011 : Les Hommes libres d'Ismaël Ferroukhi : el tribú del PPA
- 2011 : Les Géants de Bouli Lanners : Angel
- 2011 : La Source des femmes de Radu Mihaileanu : Karim
- 2013 : 11.6 de Philippe Godeau : Bruno Morales
- 2013 : Suzanne de Katell Quillévéré : Vincent dit "Vince"
- 2013 : Grand Central de Rebecca Zlotowski : le vendeur de voitures
- 2014 : Bébé tigre de Cyprien Vial : Frédéric
- 2014 : Sous X de Jean-Michel Correia : Lamo
- 2015 : Les Anarchistes d'Élie Wajeman : Marcel Deloche dit Biscuit
- 2015 : Coup de chaud de Raphaël Jacoulot : Joseph Bousou
- 2016 : Voir du pays de Muriel Coulin i Delphine Coulin : Max
- 2016 : Toril de Laurent Teyssier : Bruno
- 2016 : Réparer les vivants de Katell Quillévéré : Virgilio Breva
- 2016 : Orpheline d'Arnaud des Pallières : Antonio
- 2017 : Si tu voyais son cœur de Joan Chemla : Michel
- 2018 : Le Monde est à toi de Romain Gavras : François
- 2018 : Joueurs de Marie Monge : Nacim
- 2020 : BAC Nord de Cédric Jimenez : Yass
- 2021 : La Troisième Guerre de Giovanni Aloi : Hicham Bentoumi
- 2021 : Un monde de Laura Wandel : Finnigan
- 2022 : Goutte d'or de Clément Cogitore : Ramsès
- 2022 : C'est mon homme de Guillaume Bureau : l'homme
- 2022 : Pour la France de Rachid Hami : Ismaël Saïdi
- 2023 : Temps mort d'Ève Duchemin : Anthony Bonnard
- 2023 : Vincent doit mourir de Stéphan Castang : Vincent Borel
- 2024 : L'Amour ouf de Gilles Lellouche : Daniel
- 2024 : Le Roman de Jim d'Arnaud i Jean-Marie Larrieu : Aymeric
- 2025 : De Gaulle d'Antonin Baudry

#### Curts i migmetratges
- 2009 : Mia de Marie Monge
- 2011 : Scène de vestiaire de Frédéric Malègue : Luc
- 2012 : Marseille la nuit de Marie Monge : Teddy
- 2013 : Pour ton bien d'Ibtissem Guerda : Ali
- 2013 : Ce qui nous échappe de Pauline Laplace : Loulou

### Televisió

#### Telefilms
- 2011 : Tata Bakhta de Merzak Allouache : Paul
- 2011 : Un, deux, trois, voleurs de Gilles Mimouni : Gérard
- 2012 : L'Affaire Gordji : Histoire d'une cohabitation de Guillaume Nicloux : Lotfi Ben Kallah

#### Sèries de televisió
- 2015 : Panthers : Franck
- 2018 : Hippocrate : Arben Bascha

## Teatre
- 2011 : La Troade[9] de Robert Garnier, dirigida per Valérie Dréville, obertura al Festival d'Automne de Paris 2011, Théâtre de l'Aquarium

## Distincions

### Premis
- 64è Festival Internacional de Cinema de Canes : Talents Cannes Adamien la presentació de les pel·lícules Les Géants i La Source des femmes
- Festival Premiers Plans d'Angers 2013 : Premi al millor actor per Marseille la nuit
- Festival Côté court de Pantin 2013 : Premi al millor actor per Marseille la nuit
- Festival de Cinema de Torí 2015 : Premi al millor actor per Coup de chaud
- Association des critiques de séries 2019 : Premi al millor actor per Hippocrate
- Festival de Cinema de Cabourg 2019 : Swann d'or a la revelació masculina de l'any per Le monde est à toi
- Festival Internacional de Cinema de Hainan 2022 : Premi al millor actor per Goutte d'or
- Festival de Cinema de Sarlat 2022 : Premi al millor actor per Pour la France
- LVI Festival Internacional de Cinema Fantàstic de Catalunya : Premi al millor actor per Vincent doit mourir[10][11]
- César 2025 : César al millor actor per Le Roman de Jim[12]

### Nominacions
- César 2016 : preselecció « Révélation » al César al millor actor revelació per Coup de chaud
- César 2019 : César al millor actor revelació per Le monde est à toi
- César 2022 : César al millor actor secundari per BAC Nord